# كيسينوساتو يوتاكا
يوتاكا من مواليد 3 يوليو 1986م ((يوتاكا هاجيوارا 萩原 هاجيوارا يوتاكا)) هو مصارع سومو من إيباراكي ، اليابان . بدأ مشواره الاحترافي في 2002 ، ووصل إلى دوري الدرجة الأولى ماكوتشي في عام 2004 وهو في سن ال 18. ذلك بعد سنوات عديدة قضاها في دوري الصغار برتبة سان ياكو، وصل إلى ثاني أعلى رتبة أوزيكي في يناير 2012. فاز بكينبوشي ثلاث مرات أو نجوم ذهبية من يوكوزونا في مسيرته التي سبقت أوزيكي وتسعة جوائز خاصة . وسجل أكثر من 20 رقما سجلات الفائز بالمرتبة أوزيكي. حصل على معظم انتصارات في السنة 2016.
يعتبر يوتاكا الوصيف في البطولة اثني عشر مرة. فعل ذلك في البطولة في يناير 2017، فاز بأول بطولة أعلى قسمه أو yūshō مع سجل 14-1، وبعد ذلك تمت ترقيته إلى يوكوزونا. وكان مرشح أربع مرات سابقا (يوليو 2013، يناير 2014، يوليو 2016 وسبتمبر 2016)، ولكنه فشل في تحقيق العدد اللازم من الانتصارات.

## روابط خارجية
- كيسينوساتو يوتاكا على موقع الاتحاد الياباني للسومو (الإنجليزية)